# Cantó de Le Havre-4
El cantó de Le Havre-4 és un cantó francès del departament del Sena Marítim, situat al districte de Le Havre. Compta amb part del municipi de Le Havre.

## Municipis
- Le Havre

## Història
| Data d'elecció                           | Identitat            | Partit           | Qualitat |
| ---------------------------------------- | -------------------- | ---------------- | -------- |
| 1945-1965                                | Pierre Courant       | CNIP             |          |
| 1965-1973                                | Maurice Georges      | UNR, després UDR |          |
| 1973-1992                                | Antoine Rufenacht    | UDR, després RPR |          |
| 1992-2011                                | Agathe Cahierre      | UDF, després UMP |          |
| 2011-                                    | Agnès Firmin-Le Bodo | UMP              |          |
| les dades anteriors no són pas conegudes |                      |                  |          |
|                                          |                      |                  |          |